# Cordigliera Occidentale (Colombia)
La Cordigliera Occidentale (in spagnolo: Cordillera Occidental) è uno dei tre rami principali in cui si divide la Cordigliera delle Ande in Colombia.
Si estende da sud verso nord dal nudo de los Pastos nel Dipartimento di Nariño al nudo de Paramillo, nel Dipartimento di Córdoba.
I fianchi occidentali della catena rientrano nei bacini idrografici che sfociano nell'oceano Pacifico, compreso il fiume San Juan, mentre il fianco orientale rientra nel bacino del fiume Cauca. Le regioni settentrionali e nord-occidentali rientrano nei bacini che sfociano nella costa atlantica, in particolare i fiumi Atrato e Sinu.
Le cima più elevate sono il vulcano Cumbal, con 4.764 metri sul livello del mare, e i Farallones de Cali con 4.280 metri.